# Chrysocraspeda ignita
Chrysocraspeda ignita är en fjärilsart som beskrevs av W. Warren 1907. Chrysocraspeda ignita ingår i släktet Chrysocraspeda och familjen mätare. Inga underarter finns listade i Catalogue of Life.